# Skoki do wody na Letnich Igrzyskach Olimpijskich 2016 – trampolina 3 m synchronicznie mężczyzn
Konkurs skoków do wody z trampoliny 3 m mężczyzn synchronicznie podczas Letnich Igrzysk Olimpijskich 2016 rozegrany został 10 sierpnia. Zawody rozgrywane były w Maria Lenk Aquatics Center.

## Format
W każdej rundzie para zawodników wykonuje po 6 skoków. Zawodników ocenia 11 sędziów: po trzech na każdego zawodnika i pięciu ocenia synchronizację skoków. Pod uwagę brana są tylko środkowa ocena każdego z zawodników i trzy środkowe oceny synchronizacji. Z tych pięciu ocen liczona jest średnia, którą następnie mnoży się przez 3 i przez stopień trudności skoków co daje końcowy wynik. Wszystkie noty są sumowane i wygrywa para z najlepszym wynikiem końcowym.

## Terminarz
Czas BRT (UTC −03:00)
| Data                   | Godzina | Runda |
| ---------------------- | ------- | ----- |
| Środa 10 sierpnia 2016 | 16:00   | Finał |

## Wyniki[2]
| Miejsce | Kraj                                         | Skoki | Skoki | Skoki | Skoki | Skoki | Skoki | Łącznie |
| Miejsce | Kraj                                         | 1     | 2     | 3     | 4     | 5     | 6     | Łącznie |
| ------- | -------------------------------------------- | ----- | ----- | ----- | ----- | ----- | ----- | ------- |
| złoto   | Wielka Brytania · Jack Laugher · Chris Mears | 52,80 | 53,40 | 84,66 | 85,68 | 86,58 | 91,20 | 454,32  |
| srebro  | Stany Zjednoczone · Sam Dorman · Mike Hixon  | 50,40 | 50,40 | 85,68 | 87,15 | 78,54 | 98,04 | 450,21  |
| brąz    | Chiny · Cao Yuan · Qin Kai                   | 54,00 | 54,00 | 79,56 | 82,62 | 90,30 | 83,22 | 443,70  |
| 4       | Niemcy · Stephan Feck · Patrick Hausding     | 52,80 | 51,60 | 80,19 | 74,55 | 69,36 | 81,60 | 410,10  |
| 5       | Meksyk · Jahir Ocampo · Rommel Pacheco       | 51,00 | 50,40 | 82,62 | 69,30 | 74,46 | 77,52 | 405,30  |
| 6       | Włochy · Andrea Chiarabini · Giovanni Tocci  | 52,80 | 51,00 | 80,58 | 64,98 | 70,35 | 75,48 | 395,19  |
| 7       | Rosja · Jewgienij Kuzniecow · Ilja Zacharow  | 53,40 | 51,60 | 76,50 | 62,01 | 63,00 | 78,66 | 385,17  |
| 8       | Brazylia · Ian Matos · Luiz Outerelo         | 48,60 | 28,80 | 61,38 | 66,33 | 70,38 | 57,12 | 332,61  |